# Сатріано
Сатріано (італ. Satriano, сиц. Satrianu) — муніципалітет в Італії, у регіоні Калабрія,  провінція Катандзаро.
Сатріано розташоване на відстані близько 500 км на південний схід від Рима, 29 км на південний захід від Катандзаро.
Населення — 3462 особи (2014).
Щорічний фестиваль відбувається 9 листопада. Покровитель — San Teodoro.

## Демографія
Населення за роками:

Станом на 1 січня 2023 року в муніципалітеті офіційно проживали 153 іноземці з 26 країн, серед них 38 громадян країн Євросоюзу та 19 громадян України.

## Сусідні муніципалітети
- Кардінале
- Даволі
- Гальято
- Петрицці
- Сан-Состене
- Соверато